# 889
Cette page concerne l'année 889  du calendrier julien.
L'année 889 est une année commune qui commence un mercredi.

## Événements
- 21 février : Guy III de Spolète est proclamé roi d'Italie à Pavie[1]. Il est victorieux de son compétiteur Bérenger Ier de Frioul à Brescia (automne 888) puis sur la Trebbia en avril 889. Bérenger se contient quelque temps à Vérone, puis s'enfuit auprès d'Arnulf de Carinthie[2].
- Les Vikings continuent de ravager la Neustrie et l'Auxerrois. En juillet, le roi Eudes leur barre la route de Paris mais, au lieu de les combattre, il leur paye une rançon[3].

- 23 novembre : second sacre du roi des Francs Eudes à Reims devant les grands et les clergé avec une couronne envoyée par l’empereur Arnulf de Carinthie qu’il place lui même sur sa tête[4]. C'est la dernière assemblée réunissant à la fois les grands laïcs et des évêques du nord et du sud de la Loire[5].

- Les rois d'Écosse Eochaid et Giric sont déposés et exilés. Début du règne de Donald II, roi d'Écosse (fin en 900)[6].
- En Italie, Forlì devient une république[7].
- Boris Ier de Bulgarie abdique et se fait moine à Saint-Pantaleimon, près de Preslav. Son fils Vladimir lui succède et revient au parti des boyards, persécutant le clergé (fin de règne en 893)[8].

- Début du règne du roi khmer Yasovarman Ier au Cambodge. Il fonde une nouvelle capitale, Yaśodharapura sur le site d'Angkor[9] où il fait notamment construire le temple-montagne de Phnom Bakheng (fin de règne en 910). Ses successeurs construisent des temples bouddhistes, développent l’irrigation des rizières et font des conquêtes.